# Resseliella ranunculi
Resseliella ranunculi är en tvåvingeart som först beskrevs av Jean-Jacques Kieffer 1909.  Resseliella ranunculi ingår i släktet Resseliella och familjen gallmyggor. Inga underarter finns listade i Catalogue of Life.